# Pont McDermott
Le pont McDermott est un pont couvert situé à Cookshire-Eaton, en Estrie (Québec). Il fut construit en 1886.

## Histoire
À l’origine, le lambris vertical de ce pont était fait de planches de longueurs inégales.
En 1989 le tablier et le lambris du pont ont été refaits.
En 1994 la rivière Eaton a été draguée aux abords du pont.
En 2008 le pont est à nouveau en service. On installa un gabarit de chaque côté. L’accès au pont a été asphalté. Peu de planches furent changées.

## Couleur
Le pont et le lambris sont de couleur patine grisâtre.